# A-1 Pictures
A-1 Pictures Inc. (株式会社エー・ワン・ピクチャーズ Kabushiki-gaisha E Wan Pikuchazu) és un estudi d'animació japonès fundat per l'exproductor de Sunrise, Mikihiro Iwata. És una empresa subsidiària d'Aniplex, una companyia de producció d'anime propietat de Sony. És coneguda per haver produït Sword Art Online, Shigatsu wa Kimi no Uso, Fairy Tail o Nanatsu no Taizai, entre d'altres.

## Produccions

### Sèries de televisió
| Títol                                          | Canal original | Data d'inici                                                   | Data d'acabament                                              | Notes                                                                                                   |
| ---------------------------------------------- | -------------- | -------------------------------------------------------------- | ------------------------------------------------------------- | --- |
| Zenmai Zamurai                                 | NHK E          | 3 d'abril 2006                                                 | 26 de març 2010                                               | Obra original Coproducció amb No Side                                                                   |
| Robby & Kerobby                                | TV Tokyo       | 1 d'abril 2007                                                 | 30 de març 2008                                               | Obra original                                                                                           |
| Big Windup!                                    | TBS, MBS       | 12 d'abril 2007                                                | 28 de setembre 2007                                           | Basat en un manga d'Asa Higuchi                                                                         |
| Persona: Trinity Soul                          | Tokyo MX, BS11 | 5 de gener 2008                                                | 28 de juny 2008                                               | Basat en un videojoc d'Atlus                                                                            |
| Tetsuwan Birdy: Decode                         | TV Saitama     | 4 de juliol 2008                                               | 29 de setembre 2008                                           | Basat en un manga de Masami Yuki                                                                        |
| Black Butler                                   | MBS            | 3 d'octubre 3, 2008                                            | 27 de març 2009                                               | Basat en un manga de Yana Toboso                                                                        |
| Kannagi: Crazy Shrine Maidens                  | Tokyo MX       | 4 d'octubre 2008                                               | 27 de desembre 2008                                           | Basat en un manga d'Eri Takenashi Coproducció amb Ordet                                                 |
| Tetsuwan Birdy: Decode 2                       | SUN-TV         | 9 de gener 2009                                                | 28 de maig 2009                                               | Seqüela de Tetsuwan Birdy: Decode                                                                       |
| Valkyria Chronicles                            | MBS            | 4 d'abril 2009                                                 | 26 de setembre 2009                                           | Basat en un videojoc de Sega                                                                            |
| Fairy Tail                                     | TXN (TV Tokyo) | 12 d'octubre 2009 (1a temporada) 5 d'abril 2014 (2a temporada) | 30 de març 2013 (1a temporada) 26 de març 2016 (2a temporada) | Basat en un manga de Hiro Mashima Coproducció amb Satelight (1a temporada) i Bridge (2a temporada)      |
| Sound of the Sky                               | TV Tokyo       | 5 de gener 2010                                                | 22 de març 2010                                               | Obra original                                                                                           |
| Okiku Furikabutte                              | MBS, TBS       | 1 d'abril 2010                                                 | 24 de juny 2010                                               | Seqüela de Big Windup!                                                                                  |
| Working!!                                      | Tokyo MX       | 4 d'abril 2010                                                 | 26 de juny 2010                                               | Basat en un manga de Karino Takatsu                                                                     |
| Night Raid 1931                                | TV Tokyo       | 5 d'abril 2010                                                 | 28 de juny 2010                                               | Obra original                                                                                           |
| Black Butler II                                | MBS            | 2 de juliol 2010                                               | 17 de setembre 2010                                           | Seqüela de Black Butler                                                                                 |
| Occult Academy                                 | TV Tokyo       | 6 de juliol 2010                                               | 27 de setembre 2010                                           | Obra original                                                                                           |
| Togainu no Chi                                 | MBS, TBS       | 7 d'octubre 2010                                               | 23 de desembre 2010                                           | Basat en un videojoc by Nitro+chiral                                                                    |
| Fractale                                       | Fuji TV        | 14 de gener 2011                                               | 1 d'abril 2011                                                | Obra original Coproducció amb Ordet                                                                     |
| Anohana: The Flower We Saw That Day            | Fuji TV        | 15 d'abril 2011                                                | 24 de juny 2011                                               | Obra original                                                                                           |
| Ao no Exorcist                                 | JNN (MBS)      | 17 d'abril 2011                                                | 2 d'octubre 2011                                              | Basat en un manga de Kazue Kato                                                                         |
| Uta no Prince-sama: Maji Love 1000%            | Tokyo MX       | 3 de juliol 2011                                               | 24 de setembre 2011                                           | Basat en un videojoc de Nippon Ichi Software                                                            |
| The Idolmaster                                 | TBS            | 8 de juliol 2011                                               | 23 de desembre 2011                                           | Basat en un videojoc by Namco Bandai                                                                    |
| Working'!!                                     | Tokyo MX       | 1 d'octubre 2011                                               | 24 de desembre 2011                                           | Seqüela de Working!!                                                                                    |
| Space Brothers                                 | NNS (ytv)      | 1 d'abril 2012                                                 | 22 de març 2014                                               | Basat en un manga de Chuya Koyama                                                                       |
| Tsuritama                                      | Fuji TV        | 12 d'abril 2012                                                | 28 de juny 2012                                               | Obra original                                                                                           |
| Sword Art Online                               | Tokyo MX       | 7 de juliol 2012                                               | 22 de desembre 2012                                           | Basat en una novel·la lleugera de Reki Kawahara                                                         |
| From the New World                             | TV Asahi       | 28 de setembre 2012                                            | 23 de març 2013                                               | Basat en una novel·la de Yusuke Kishi                                                                   |
| Cho Soku Henkei Gyrozetter                     | TXN (TV Tokyo) | 2 d'octubre 2012                                               | 24 de setembre 2013                                           | Basat en un videojoc de Square Enix                                                                     |
| Magi: The Labyrinth of Magic                   | JNN (MBS)      | 7 d'octubre 2012                                               | 31 de març 2013                                               | Basat en un manga de Shinobu Ohtaka                                                                     |
| Ore no Kanojo to Osananajimi ga Shuraba Sugiru | Tokyo MX       | 6 de gener 2013                                                | 31 de març 2013                                               | Basat en una novel·la lleugera de Yuji Yuji                                                             |
| Vividred Operation                             | MBS            | 11 de gener 2013                                               | 29 de març 2013                                               | Obra original                                                                                           |
| Uta no Prince-sama: Maji Love 2000%            | TV Aichi       | 3 d'abril 2013                                                 | 26 de juny 2013                                               | Seqüela de Uta no Prince-sama: Maji Love 1000%                                                          |
| Ore no Imoto ga Konnani Kawaii Wake ga Nai.    | Tokyo MX       | 7 d'abril 2013                                                 | 30 de juny 2013                                               | Basat en una novel·la lleugera de Tsukasa Fushimi Seqüela de Ore no Imoto ga Konnani Kawaii Wake ga Nai |
| Servant x Service                              | ABC            | 4 de juliol 2013                                               | 26 de setembre 2013                                           | Basat en un manga de Karino Takatsu                                                                     |
| Silver Spoon                                   | Fuji TV        | 11 de juliol 2013                                              | 19 de setembre 2013                                           | Basat en un manga de Hiromu Arakawa                                                                     |
| 'Magi: The Kingdom of Magic                    | JNN (MBS)      | 6 d'octubre 2013                                               | 30 de març 2014                                               | Seqüela de Magi: The Labyrinth of Magic                                                                 |
| Galilei Donna                                  | Fuji TV        | 10 d'octubre 2013                                              | 20 de desembre 2013                                           | Obra original                                                                                           |
| Silver Spoon II                                | Fuji TV        | 9 de gener 2014                                                | 27 de març 2014                                               | Seqüela de Silver Spoon                                                                                 |
| World Conquest Zvezda Plot                     | Tokyo MX       | 11 de gener 2014                                               | 29 de març 2014                                               | Obra original                                                                                           |
| Nanana's Buried Treasure                       | Fuji TV        | 10 d'abril 2014                                                | 19 de juny 2014                                               | Basat en una novel·la lleugera de Kazuma Otorino                                                        |
| Aldnoah.Zero                                   | Tokyo MX       | 5 de juliol 2014 (Part 1) 10 de gener 2015 (Part 2)            | 20 de setembre 2014 (Part 1) 28 de març 2015 (Part 2)         | Obra original Coproducció amb TROYCA                                                                    |
| Sword Art Online II                            | Tokyo MX       | 5 de juliol 2014                                               | 20 de desembre 2014                                           | Seqüela de Sword Art Online                                                                             |
| Persona 4: The Golden Animation                | MBS            | 10 de juliol 2014                                              | 25 de setembre 2014                                           | Basat en un videojoc d'Atlus                                                                            |
| Black Butler: Book of Circus                   | MBS            | 10 de juliol 2014                                              | 11 de setembre 2014                                           | Relacionat amb Black Butler                                                                             |
| Magic Kaito 1412                               | NNS (ytv)      | 4 d'octubre 2014                                               | 28 de març 2015                                               | Basat en un manga de Gosho Aoyama                                                                       |
| Nanatsu no Taizai                              | JNN (MBS)      | 5 d'octubre 2014                                               | 29 de març 2015                                               | Basat en un manga de Nakaba Suzuki                                                                      |
| Shigatsu wa Kimi no Uso                        | Fuji TV        | 9 d'octubre 2014                                               | 19 de març 2015                                               | Basat en un manga de Naoshi Arakawa                                                                     |
| Saekano: How to Raise a Boring Girlfriend      | Fuji TV        | 8 de gener 2015                                                | 26 de març 2015                                               | Basat en una novel·la lleugera de Fumiaki Maruto                                                        |
| The Idolmaster Cinderella Girls                | Tokyo MX       | 10 de gener 2015                                               | 11 d'abril 2015                                               | Basat en un videojoc en línia de Namco Bandai de la sèrie The Idolmaster                                |
| Magical Girl Lyrical Nanoha ViVid              | Tokyo MX       | 3 d'abril 2015                                                 | 19 de juny 2015                                               | Basat en un manga de Masaki Tsuzuki                                                                     |
| Gunslinger Stratos: The Animation              | Tokyo MX       | 4 d'abril 2015                                                 | 20 de juny 2015                                               | Basat en un videojoc de Square Enix en Gunslinger Stratos                                               |
| Ultimate Otaku Teacher                         | NNS (ytv)      | 4 d'abril 2015                                                 | 26 de setembre 2015                                           | Basat en un manga de Takeshi Azuma                                                                      |
| Uta no Prince-sama: Maji Love Revolutions      | Tokyo MX       | 5 d'abril 2015                                                 | 28 de juny 2015                                               | Relacionat amb Uta no Prince-sama                                                                       |
| Gate: Jieitai Kanochi nite, Kaku Tatakaeri     | Tokyo MX       | 3 de juliol 2015                                               | 25 de març 2016                                               | Basat en una novel·la de Takumi Yanai                                                                   |
| Working!!!                                     | Tokyo MX       | 4 de juliol 2015                                               | 26 de desembre 2015                                           | Segona seqüela de Working!!                                                                             |
| The Idolmaster Cinderella Girls: 2nd Season    | Tokyo MX       | 17 de juliol 2015                                              | 17 d'octubre 2015                                             | Seqüela de The Idolmaster Cinderella Girls                                                              |
| Subete ga F ni Naru                            | Fuji TV        | 8 d'octubre 2015                                               | 17 de desembre 2015                                           | Basat en a novel by Hiroshi Mori                                                                        |
| The Asterisk War                               | Tokyo MX       | 3 d'octubre 2015                                               | 18 de juny 2016                                               | Basat en una novel·la lleugera de Yuu Miyazaki                                                          |
| Erased                                         | Fuji TV        | 7 de gener 2016                                                | 24 de març 2016                                               | Basat en un manga de Kei Sanbe                                                                          |
| Grimgar of Fantasy and Ash                     | Tokyo MX       | 10 de gener 2016                                               | 26 de març 2016                                               | Basat en una novel·la lleugera de Ao Jumonji                                                            |
| Ace Ace Attorney: I Object to that "Truth"!    | NNS (ytv)      | 2 d'abril 2016                                                 | 24 de setembre 2016                                           | Basat en un videojoc de Capcom                                                                          |
| B-Project: Kodou*Ambitious                     | Tokyo MX       | 3 de juliol 2016                                               | 25 de setembre 2016                                           | Obra original                                                                                           |
| Qualidea Code                                  | Tokyo MX       | 10 de juliol 2016                                              | 24 de setembre 2016                                           | Obra original                                                                                           |
| The Seven Deadly Sins: Signs of Holy War       | JNN (MBS, TBS) | 28 d'agost 2016                                                | 18 de setembre 2016                                           | Relacionat amb Nanatsu no Taizai                                                                        |
| WWW.Working!!                                  | Tokyo MX       | 1 d'octubre 2016                                               | 24 de desembre 2016                                           | Spin-off de Working!!                                                                                   |
| Uta no Prince-sama Maji LOVE Legend Star       | Tokyo MX       | 2 d'octubre 2016                                               | 25 de desembre 2016                                           | Relacionat amb Uta no Prince-sama                                                                       |
| Occultic;Nine                                  | Tokyo MX       | 9 d'octubre 2016                                               | 25 de desembre 2016                                           | Basat en una novel·la lleugera de Chiyomaru Shikura                                                     |
| Ao no Exorcist: Kyoto Saga                     | JNN (MBS)      | 7 de gener 2017                                                | 25 de març 2017                                               | Relacionat amb Ao no Exorcist                                                                           |
| Interviews with Monster Girls                  | Tokyo MX       | 7 de gener 2017                                                | 25 de març 2017                                               | Basat en un manga de Petos                                                                              |
| Granblue Fantasy The Animation                 | Tokyo MX       | 1 d'abril 2017                                                 | 25 de juny 2017                                               | Basat en un videojoc de Cygames                                                                         |
| Eromanga Sensei                                | Tokyo MX       | 8 d'abril 2017                                                 | 24 de juny 2017                                               | Basat en una novel·la lleugera de Tsukasa Fushimi                                                       |
| Saekano: How to Raise a Boring Girlfriend Flat | Fuji TV        | 6 d'abril 2017                                                 | 23 de juny 2017                                               | Seqüela de Saekano: How to Raise a Boring Girlfriend                                                    |
| Fate/Apocrypha                                 | Tokyo MX       | 2 de juliol 2017                                               | 30 desembre 2017                                              | Basat en una novel·la lleugera de Yuichiro Higashide                                                    |
| Blend S                                        | Tokyo MX       | 8 octubre 2017                                                 | 24 desembre 2017                                              | Basat en a 4-panel manga by Miyuki Nakayama                                                             |
| Record of Grancrest War                        | Tokyo MX       | 6 de gener 2018                                                | en emissió                                                    | Basat en una novel·la lleugera de Ryo Mizuno                                                            |
| DARLING in the FRANKXX                         | Tokyo MX       | 13 de gener 2018                                               | en emissió                                                    | Obra original Coproducció amb Studio Trigger                                                            |

### Pel·lícules
| Títol                                              | Data d'estrena      |
| -------------------------------------------------- | ------------------- |
| Welcome to the Space Show                          | 26 de juny 2010     |
| Fairy Tail the Movie: The Phoenix Priestess        | 18 d'agost 2012     |
| Blue Exorcist: The Movie                           | 28 de desembre 2012 |
| Saint Young Men                                    | 10 de maig 2013     |
| Anohana: The Flower We Saw That Day                | 31 d'agost 2013     |
| The Idolmaster Movie: Beyond the Brilliant Future! | 25 de gener 2014    |
| Ookii 1 Nensei to Chiisana 2 Nensei                | 1 de març 2014      |
| Persona 3 The Movie: #2 Midsummer Knight's Dream   | 7 de juny 2014      |
| Space Brothers #0                                  | 9 d'agost 2014      |
| Persona 3 The Movie: #3 Falling Down               | 4 d'abril 2015      |
| The Anthem of the Heart                            | 19 de setembre 2015 |
| Garakowa: Restore the World                        | 9 de gener 2016     |
| Persona 3 The Movie: #4 Winter of Rebirth          | 23 de gener 2016    |
| Doukyuusei                                         | 20 de febrer 2016   |
| Black Butler: Book of the Atlantic                 | 21 de gener 2017    |
| Sword Art Online The Movie: Ordinal Scale          | 18 de febrer 2017   |
| Fairy Tail: Dragon Cry                             | 6 de maig 2017      |

### Altres
| Títol                                                                | Any  | Notes                                                 |
| -------------------------------------------------------------------- | ---- | ----------------------------------------------------- |
| Namisuke                                                             | 2007 |                                                       |
| Okiku Furikabutte: Honto no Ace ni Nareru Kamo                       | 2007 | Animació d'un videojoc de Nintendo DS                 |
| Takane no Jitensha                                                   | 2008 |                                                       |
| Shin Megami Tensei: Persona 4                                        | 2008 | Animació d'un videojoc dePlayStation 2                |
| Valkyria Chronicles II                                               | 2010 | Videojoc de PlayStation Portable                      |
| Phoenix Wright: Ace Attorney - Spirit of Justice                     | 2016 | Animació d'un videojoc de Nintendo 3DS                |
| Radiant Historia: Perfect Chronology                                 | 2017 | Animació d'un videojoc de Nintendo 3DS                |
| Layton's Mystery Journey: Katrielle and the Millionaire's Conspiracy | 2017 | Animació d'un videojoc de Nintendo 3DS, Android i iOS |